# 董紱
董紱（1433年—？），字嗣章，湖廣黃州府麻城縣人，軍籍。明朝政治人物。

## 生平
湖廣鄉試第四十六名。成化八年（1472年）壬辰科會試第八十五名，殿試登進士第三甲第一百名。授南昌府新建縣知縣，歷官湖口縣知縣。

## 家族
曾祖董南壽。祖父董潮，曾任府檢校。父董應軫，曾任按察司僉事。